# يانوش كادار
هذا اسم مجري، والترتيب الأصلي له هو كادار يانوش.
يانوش كادار (بالمجرية: János Kádár)‏ (ولد 26 مايو 1912 – توفي 6 يوليو 1989) زعيم شيوعي مجري والأمين العام لحزب العمال الاشتراكي المجري، وترأس البلاد من عام 1956 حتى تقاعده في عام 1988 وامتدت فترة ولايته البالغة 32 عاما كأمين عام معظم الفترة وجود فيها جمهورية المجر الشعبية. تقاعد كادار من منصبه في عام 1988، بسبب سنه وتدهور صحته، وتراجع سيطرته السياسية، وتولى محله جيل الشباب الذي تألف أغلبه من الإصلاحيين.
ولد كادار في فيوم لأسرة فقيرة. لم يلتق قط بأبيه الذي ترك والدته عندما كان صغيرا. بعد أن عاش في الريف لعدة سنوات، انتقل كادار وأمه إلى بودابست. بعد انقطاعه عن المدرسة، انضم كادار إلى فرع الشباب من الحزب. ثم أصبح شخصية بارزة في الحزب الشيوعي قبل الحرب العالمية الثانية، حتى أصبح السكرتير الأول. قام بحل الحزب وأعاد تنظيمه باسم حزب السلام. فشل هذا الحزب الجديد في كسب أي تأييد شعبي للقضية الشيوعية، كما اتهم لاحقا بحل الحزب الشيوعي المجري. حاول حزب السلام مرة أخرى نيل دعم الشعب المجري بعد الغزو الألماني للمجر لكنه فشل. في زمن الاحتلال السوفيتي، كانت الحركة الشيوعية بقيادة كادار صغيرة الحجم.
وبوصفه قائدا للمجر، كان كادار يعتمد عقلية الفريق، وحرص على استشارة زملائه قبل أخذ أو تنفيذ أي قرار، وشهدت فترة ولايته محاولة تحرير النظام الاقتصادي وبذل الجهود لبناء صناعات تستهدف المستهلكين. تميز حكمه لاحقا بما أصبح يعرف باسم «شيوعية الغولاش». نجمت زيادة كبيرة في نفقات المستهلكين بسبب الآلية الاقتصادية الجديدة، وهي عملية إصلاح اقتصادي رئيسي، وأدخلت آليات سوقية معينة إلى المجر. وبفضل مستوى المعيشة المرتفع نسبيا، والسياسة التي راعت حقوق الإنسان لحد ما، وقيود السفر للخارج التي كانت أخف من تلك الموجودة في بلدان الكتلة الشرقية الأخرى، فقد اعتبرت المجر عموما أفضل بلد للعيش في أوروبا الوسطى والشرقية خلال الحرب الباردة، وأطلق عليها لقب «أسعد ثكنة». وفي 6 يوليه 1989، توفي كادار بسبب مرضه بعد أن أجبر على التقاعد. وخلفه كارولي غروس أمينا عاما في 22 مايو 1988.
سعى كادار لتحسين مستوى المعيشة عندما كان على رأس جمهورية المجر الشعبية، وشارك في زيادة التجارة الدولية مع البلدان غير الشيوعية، ولا سيما بلدان أوروبا الغربية. لكن سياساته لم تتجاوز القيود المتأصلة في النظام الشيوعي وكان ينظر إليها بعدم ثقة من قبل القيادة المحافظة للرئيس ليونيد بريجنيف في الاتحاد السوفيتي. لا يزال إرث كادار محل جدال، ولكن تم التصويت عليه باعتباره ثالث أكثر السياسيين كفاءة خلف استفان سيشيني ولويوش كوشوت الذي بإمكانه حل مشاكل المجر، وذلك في استطلاع أجرته منظمة ميديان في المجر عام 2007.

## أعماله
- كان كادار أهم شخصية سياسية بالبلاد لمدة 32 عاماً.
- بدأت عملية الإصلاح السياسي عام 1988 مع بدء انهيار الاتحاد السوفيتي.
- فاز المنتدى الديمقراطي بقيادة جوزيف انتال (Antall) بانتخابات عام 1990 الحرة.
- بدأت المجر عام 1990 مفاوضات مع الاتحاد السوفيتي.

## وصلة خارجية
- يانوش كادار على موقع IMDb (الإنجليزية)
- يانوش كادار على موقع الموسوعة البريطانية (الإنجليزية)
- يانوش كادار على موقع مونزينجر (الألمانية)
- يانوش كادار على موقع ديسكوغز (الإنجليزية)
- يانوش كادار على موقع فايند أغريف